# Zone (ban nhạc)
Zone (tiếng Nhật: ゾーン) là một ban nhạc rock nữ thành lập tại Sapporo, Nhật Bản vào năm 1999. Lúc thành lập họ là một nhóm nhảy, nhưng sau đó đã trở thành một ban nhạc nữ. Zone đã tạo ra một thể loại mới gọi là "bandol" (kết hợp 2 từ giữa band và idol). Nhóm nhạc được thành lập và quản lý bởi Studio RunTime, nhóm cho ra mắt ca khúc đầu tiên là "Good Days", bởi một hãng thu âm lớn Sony Records vào ngày 7/02/2001. Nhóm đã chính thức giải tán vào ngày 2/03/2013.
Ca khúc nổi tiếng nhất của họ là bài "Secret Base (Kimi ga Kureta Mono)", ra mắt vào ngày 8/08/2001. Ca khúc đã bán được 744.000 bản tại Nhật Bản.